# Andreas Eisl
Andreas Eisl (* 27. März 1940 in Oberndorf bei Salzburg, Salzburg) ist ein österreichischer Politiker (FPÖ).

## Leben
Andreas Eisl, gelernter Landwirt, war von 1972 bis 1995 in diesem Beruf tätig. Er schuf sich auch ein zweites finanzielles Standbein, indem er ab 1969 als Handelsvertreter für landwirtschaftliche Geräte arbeitete.
Sein politischer Werdegang begann 1972, als er in den Gemeinderat von Sankt Georgen bei Salzburg gewählt wurde, dem er in Folge bis 1989 angehören sollte. 1983 zog er als Abgeordneter der Freiheitlichen in den Salzburger Landtag ein, in dem er bis 1994 ein Mandat bekleidete. Von Mai 1994 bis April 1999 war Eisl Mitglied des Bundesrats in Wien.
Parallel zu seinen Tätigkeiten als Mandatar war Eisl von 1975 bis 1995 Kammerrat der Salzburger Landwirtschaftskammer.

## Auszeichnungen
- Großes Silbernes Ehrenzeichen für Verdienste um die Republik Österreich